# ایست ویلیامزبورگ (بروکلین)
ایست ویلیامزبورگ (به انگلیسی: East Williamsburg) یک منطقهٔ مسکونی در ایالات متحده آمریکا است که در نیویورک واقع شده‌است. علت نامگذاری به این دلیل است که این منطقه مسکونی در بخش شمال غربی بروکلین، شهر نیویورک قرار دارد. ایست ویلیامزبورگ تقریباً از ناحیه سوم دهکده ویلیامزبورگ و آنچه اکنون پارک صنعتی در ویلیامزبورگ شرقی (EWIPIP) است، تشکیل شده و به محله‌های نورت‌ساید و ساوت‌ساید ویلیامزبورگ در غرب و از شمال به گرین پوینت محدود می‌شود. باش‌ویک در جنوب و جنوب شرقی است، و مس‌پد و ریج‌وود در شرق کوئینز می‌باشد. بسیاری از مردم منطقه هنوز ویلیامزبورگ را به عنوان بوشویک یا گرین پوینت می‌شناسند و اصطلاح ایست ویلیامزبورگ از دهه ۱۹۹۰ از بین رفت.
ایست ویلیامزبورگ (بروکلین) ۳۴٬۱۵۸ نفر جمعیت دارد.